# Janusz Hooker
Leslie Janusz Hooker (født 28. september 1969 i Sydney) er en australsk tidligere roer.
Hooker var en del af den australske dobbeltfirer, deltog i OL 1996 i Atlanta. Bådens øvrige besætning var Duncan Free, Ronald Snook og Bo Hanson. Australierne vandt deres indledende heat og blev nummer to i semifinalen. I finalen hentede de bronze efter tyskerne, der vandt guld, og amerikanerne på sølvpladsen.

## OL-medaljer
- 1996:  Bronze i dobbeltfirer